# 埃斯帕達斯峰

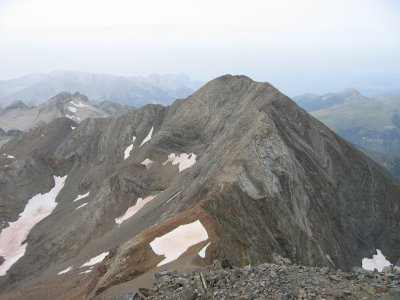

42°39′3″N 0°25′40″E / 42.65083°N 0.42778°E
埃斯帕達斯峰（西班牙語：Pico Espadas），是西班牙的山峰，位於該國北部阿拉貢自治區，處於波塞茨峰附近，屬於比利牛斯山的一部分，海拔高度為3,332米。